# Teresa Tyszkiewiczová (1953–2020)
Teresa Tyszkiewiczová (nepřechýleně Teresa Tyszkiewicz; 28. prosince 1953 Ciechanów – 22. ledna 2020 Paříž) byla polská umělkyně, autorka krátkých filmů, působící v oblasti fotografie, kresby, performance a malby. Vytvářela také prostorové objekty a sochy. Jejím manželem byl umělec Zdzisław Sosnowski.

## Studium a počátek kreativity
V letech 1974-1978 studovala na Fakultě mechaniky a technologie Varšavské technické univerzity (diplom 1978). Byla spoluzakladatelkou Unie filmových tvůrců „Remont“ (1980).
Teresa Tyszkiewiczová začala svou tvůrčí práci v roce 1978. V letech 1978-1981 působila v okruhu umělců soustředěných kolem Galerie Współczesnej ve Varšavě. Své první filmy natočila se svým manželem Zdzisławem Sosnowskim (Goalkeeper /Brankář/ - 1975/77; Stałe zajęcie /Stálá pozice/ – 1978/79; Druga strona /Druhá strana/ - 1979/90). Kromě filmů je také autorkou performancí, malovala obrazy a kreslila.
Filmy Teresy Tyszkiewiczováové ve formátu 16 mm: Stałe zajęcie 1978/79; Druga strona 1980; Dzień po dniu 1980; "Ziarno" 1980; "Oddech" 1981; "Obraz i gry" 1981; "Stadium" 1981; "Epingle" 1994.

## Cesta do Paříže
Od roku 1982 žila v Paříži se svým manželem Zdzisławem Sosnowským, se kterým natočila několik filmů. Po odchodu do Francie umělkyně na polské umělecké scéně dlouhá léta chyběla. Její dílo bylo připomenuto až na výstavě Jesteśmy (Jsme) v Zachętě v roce 1991. Ukázala mimo jiné: takové práce jako "Plátno s kolíky svázanými provazem" a "Szpilki i pismo".
Pařížské období tvorby Tyszkiewiczové je charakteristické změnou její pracovní techniky, začala používat krejčovské špendlíky, které kombinovala s různými materiály (plátno, olej, akryl, plech, fotografie) k tvorbě objektů-obrazů. Zpočátku použila 800-1000 špendlíků denně.
Ve Francii jsem začala rozvíjet myšlenku, kterou jsem si přivezla ze země, a to skládání obrazů pomocí špendlíků. Prostě mě dohnaly. Tahle chudinka se pro mě stala kouzelnou. Bodnutí, odpor a chuť s tím bojovat. Špendlík mě provokuje a přináší nové návrhy. Když se ochočí, je jemný, ale když s ním pracuji, bojím se, že je nebezpečný a zaútočí. Možná to symbolizuje boj s překážkami. 
Tereza Tyszkiewiczová
V mnoha projektech také použila své tělo:
Mé tělo je médiem, zdrojem a výtvorem problému. Je to nutné. Je to základna, „domov“, který chrání mou osobnost. Hraje roli ‚spojky‘ mezi realitou a představivostí.“ „Ve svých filmech vlastně nemohu najít jiný nástroj než své fyzické já, protože myšlenka chce být vždy nastíněna sama se sebou.
Tereza Tyszkiewiczová
V roce 2020 byla připravena velká monografická výstava výtvarnice Teresa Tyszkiewicz. Dzień po dniu. v ms2 / Muzeum Sztuki v Lodži. Speciálně pro prezentaci v Muzeu umění umělkyně sestříhala svůj poslední, dosud nepublikovaný film ARTA (1984-85 / 2019).. Artystka zmarła tuż przed otwarciem wystawy, przesuniętym dodatkowo o kilka miesięcy ze względu na pandemię Covid-19
Teresa Tyszkiewiczová zemřela těsně před zahájením výstavy, která byla navíc o několik měsíců odložena kvůli pandemii Covid-19.

## Sbírky
Její díla lze nalézt ve veřejných i soukromých sbírkách, včetně například: Fonds National d'Art Contemporain v Paříži, Musée Ville de Paris a Fondation Camille v Paříži.

### Galerie děl

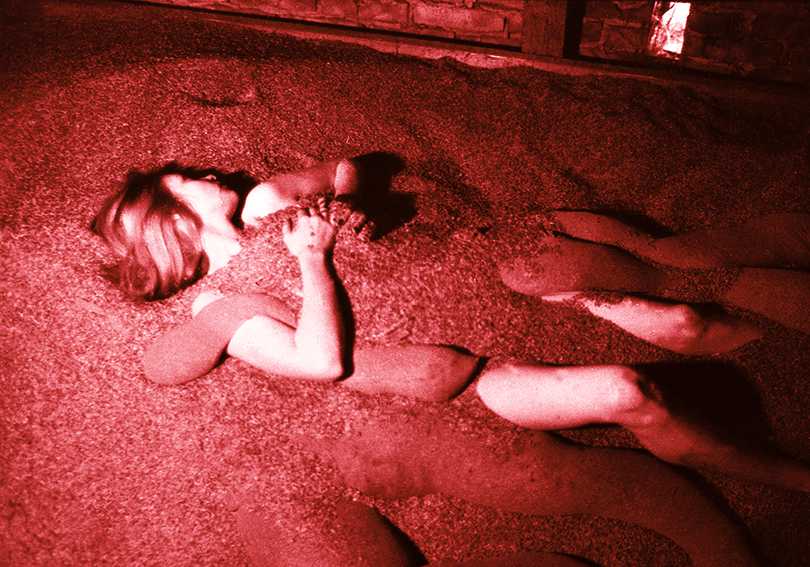
Teresa Tyszkiewiczová: ZIARNO, 1980
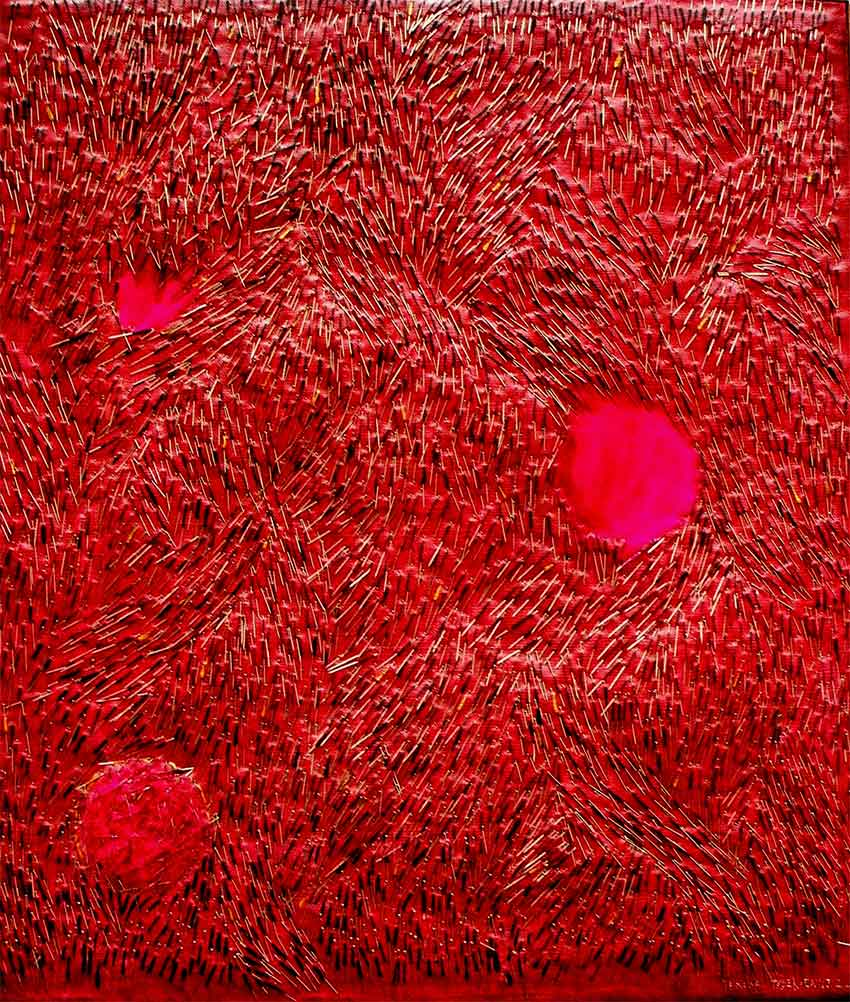
Teresa Tyszkiewiczová: Rouge Epingle
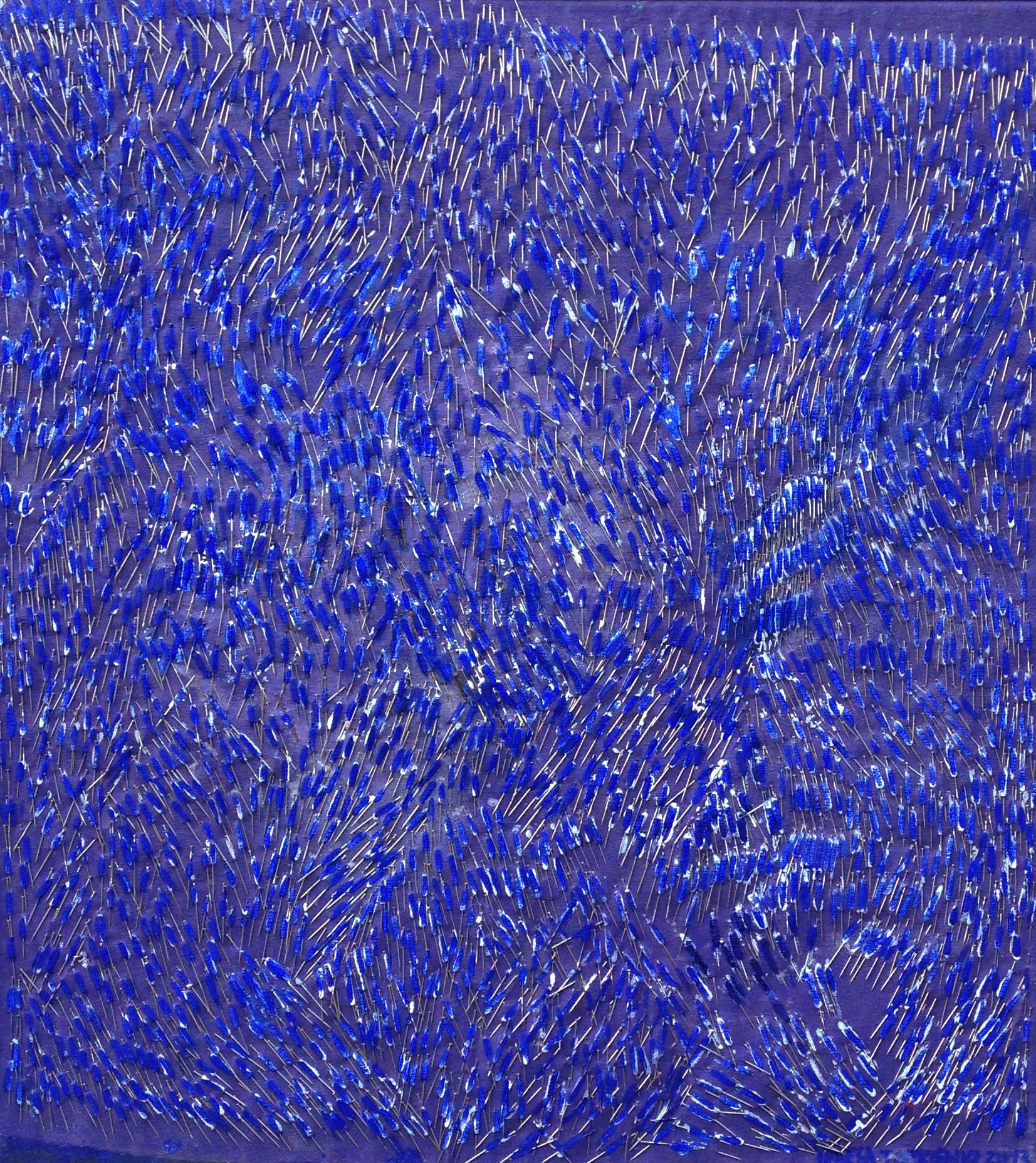
Teresa Tyszkiewiczová: BLEU
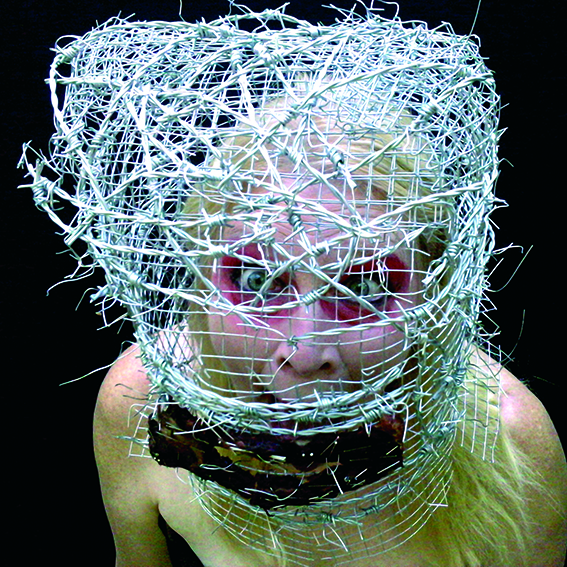
Teresa Tyszkiewiczová: KLATKA
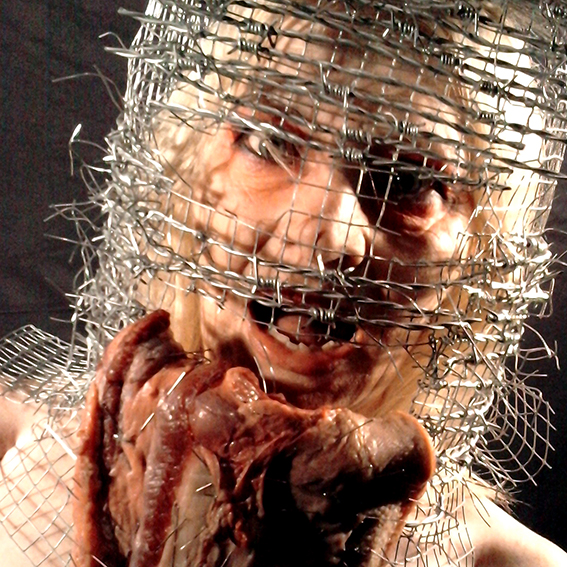
Teresa Tyszkiewiczová:2010
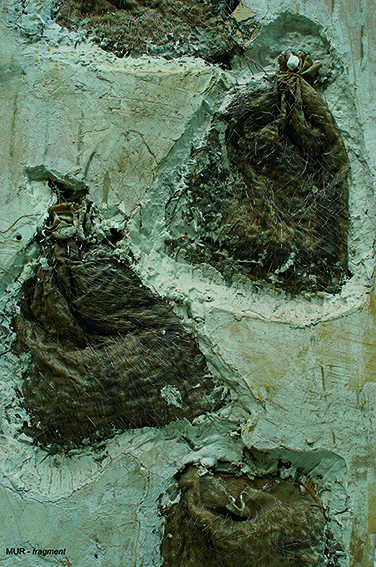
Teresa Tyszkiewiczová: Mur
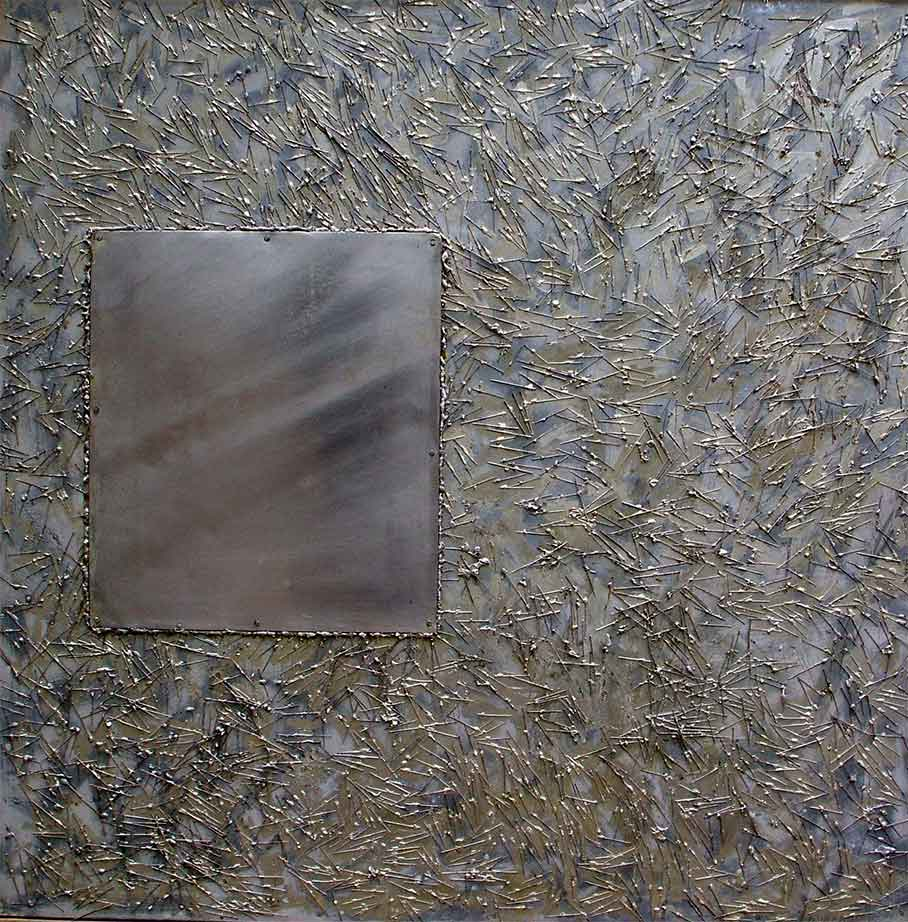
Teresa Tyszkiewiczová: CARRE SOUDE
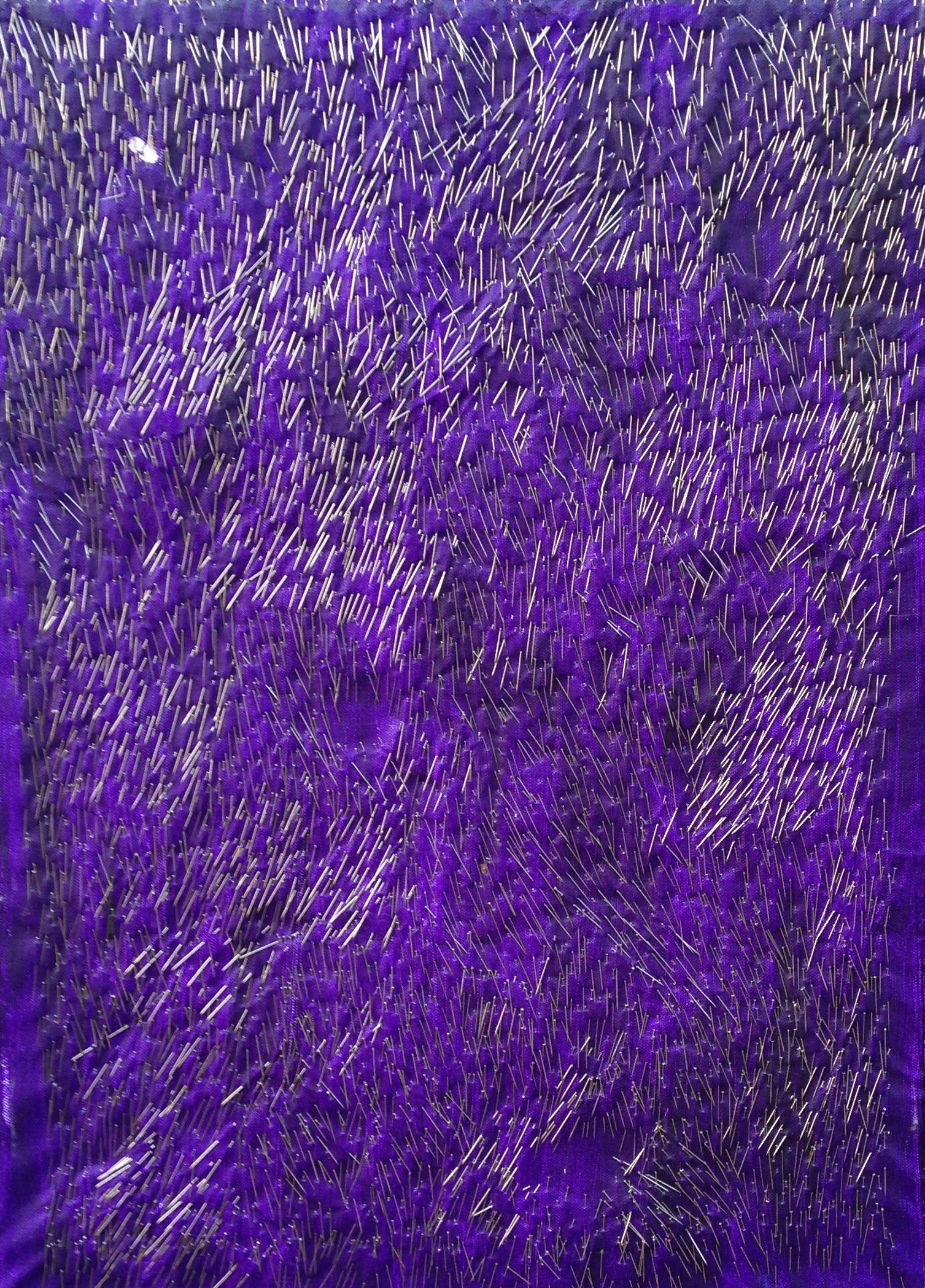
Teresa Tyszkiewiczová: Violet
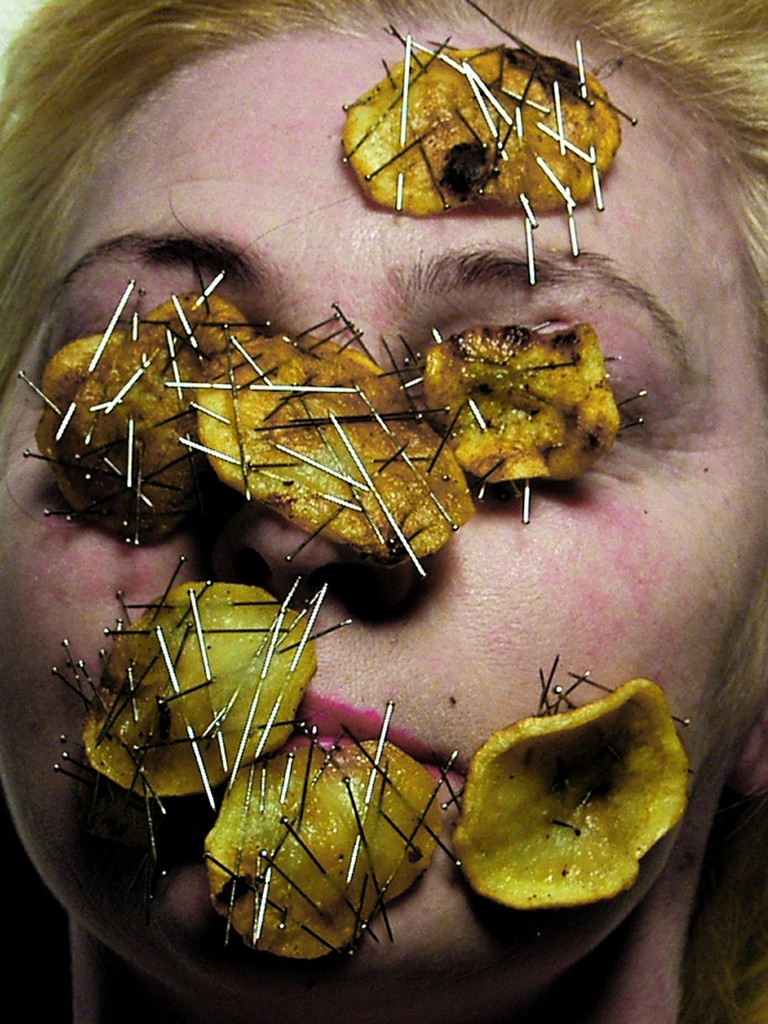
Teresa Tyszkiewiczová: Twarz, 2005
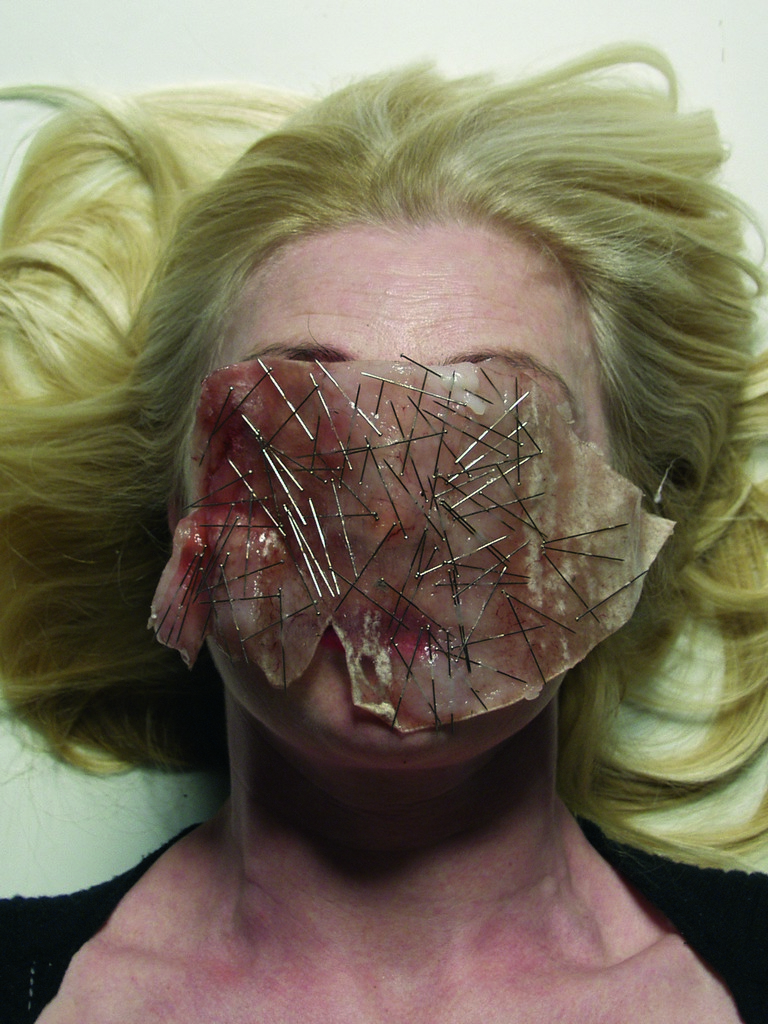
Teresa Tyszkiewiczová: Twarz, 2005
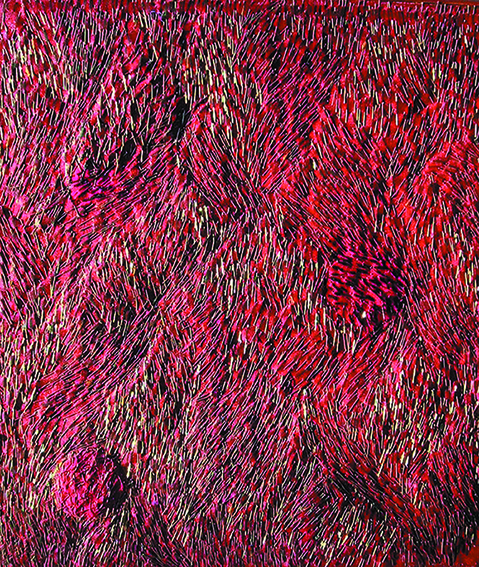
Teresa Tyszkiewiczová: ROUGE

## Výstavy
Podle zdroje:
- 1979 - "Extreme Art", BWA Poznaň
- 1979 - "Srovnání", BWA Sopot
- 1979 - "Trvalá okupace", BWA Kalisz
- 1980 - "Díla a slova", De Appel Gallery, Amsterdam
- 1980 - "Filmové promítání", Galerie kritiků, Varšava
- 1981 – Galerie Studio, Varšava
- 1981 – Festival International du Jeune Cinéma, Hyères, Francie
- 1982 – Galeria Diferença, Lisabon
- 1982 – XII. bienále v Paříži (kino experimentální sekce)
- 1982 – Festival de Cinéma et Vidéo, Paříž
- 1983 – Festival International d'Art Performance, Lyon, Francie
- 1983 - "Présences Polonaises" (film), Centre Georges Pompidou, Paříž
- 1983 - "Grands et jeunes d'aujourd'hui", Grand Palais, Paříž
- 1985 – Galerie Lara Vincy, Paříž
- 1986 - "Aspects de la jeune peinture abstraite", Paříž
- 1988 - "Compaison", Grand Palais, Paříž
- 1989 – Galerie W. Dunikowski, Kolín nad Rýnem, Německo
- 1991 - "My jsme", Galerie Zachęta, Varšava
- 1994 - "Ars Erotica", Národní muzeum, Varšava
- 1998 – „Szpilki“, Galerie Zachęta, Varšava
- 2001 - "Espace des Beaux-Arts", Atény (cena poroty výstavy Fondation Camille
- 2004 - "Epingle", Kiron Galerie, Paříž
- 2005 – "Teresa Tyszkiewicz. Twarze", Galeria Młodych, Varšava
- 2004 – Filmy polských umělkyň v 70. a 80. letech 20. století, Tate Modern, Starr Auditorium, Londýn
- 2004 - „Z archivů polského experimentálního filmu“, Łaźnia Art Center, Gdaňsk
- 2004 – Filmy polských umělkyň v 70. a 80. letech 20. století, promítání doprovázející výstavu „Architecture of Gender: Současné ženské umění v Polsku“, Sculpture Center, New York
- 2006 – "1,2,3...avantgarda", CSW Zamek Ujazdowski, Varšava
- 2008 – „Teraz, umělci galerie Foto-Medium-Art“, Mazovské centrum současného umění Elektrownia, Radom
- 2020 – "Teresa Tyszkiewicz. Den za dnem", ms2, Łódź